# 키티시리 메가반나
키티시리 메가반나(싱할라어: කිට්ටිසිරි මේඝවන්න, 543년 ~ 561년 5월 13일)는 아누라다푸라 왕국 모리야 왕조의 제11대 군주였다. 그는 아버지 목갈라나 2세의 왕위를 계승하였으며, 마하 나가에게 왕위를 물려주었다.

## 같이 보기
- 스리랑카의 역사